# Hadrodactylus bidentulus
Hadrodactylus bidentulus är en stekelart som beskrevs av Thomson 1883. Hadrodactylus bidentulus ingår i släktet Hadrodactylus och familjen brokparasitsteklar. Arten är reproducerande i Sverige. Utöver nominatformen finns också underarten H. b. orientator.